# Villa Morra
Villa Morra es un barrio de la ciudad de Asunción (Paraguay), perteneciente al distrito de La Recoleta. Según los datos de la DGEEC, tenía una población de 4114 habitantes en 2002.

## Orígenes
El barrio se fundó el 6 de febrero de 1888, siendo su fundador, el doctor italiano Francisco Morra, oriundo de Cerignola, hombre progresista y trabajador, propietario de la Compañía de Tranvías de Asunción. El dueño inicial de esta empresa era James Horrocks quien en 1884 lo vendió a Francisco Morra. Francisco Morra en aquella época adquirió varias fracciones en los alrededores de la Recoleta con las cuales conformó una extensa propiedad que dividió en 147 manzanas con calles de tierra. El nombre a las calles de esta manera: De las Palmeras, De los Recuerdos, De los Artistas, De los Cazadores, Aquí se construyó el 1.er. establecimiento de baños para la ciudad de Asunción, que contaba con amplia pileta y baños de lluvia.
Este barrio, a principios del siglo XX, era considerado un barrio residencial, con escasa población. También abundaban los terrenos baldíos con abundantes malezas y zonas inundadas. Las calles no estaban asfaltadas ni empedradas, sino de aserrín. La mayoría de la población criaba vacas en su patio, los ordeñaban y los vendían a buen precio.
A medida del transcurso del tiempo, se instalaban negocios y empresas. La Rectificadora Víctor Koop S.A. inició sus actividades en 1949 como un pequeño taller dedicado a la mecánica automotriz, para ir incursionando paulatinamente en el ámbito de la tornería, rectificación y soldadura, hasta posicionarse como la primera empresa metalúrgica y mecánica con los más altos estándares de calidad y con garantía alemana.
En los años 50, se instaló el Mercado Municipal donde los pobladores se abastecían con productos tales como legumbres y carnes. Además había un coche que recorría por todo el barrio ofreciendo los productos. Actualmente en este sitio está ubicada la Plaza Olímpica.

## Límites
El barrio Villa Morra tiene como división de límites a la Avda. España, la Avda. Mariscal López, la Avda. José de San Martín y la Avda. Santísimo Sacramento. Limita con los siguientes barrios:
- Al norte limita con los barrios Santo Domingo y Manorá.
- Al sur y oeste limita con el barrio Recoleta.
- Al este limita con los barrios San Cristóbal e Ycua Satí.

## Lugares de Villa Morra

### Centros Comerciales
- Paseo Carmelitas
- Paseo Lillo
- Paseo Mangoré
- Le Marché Food Park
- Villa Morra Shopping

### Lugares de Eventos
- Velvet
- Coyote
- Ocean

### Supermercados
- Superseis

### Estaciones de Radio y TV
- Telefuturo

- Noticias PY

- Radio Monumental 1080 AM

- Estación 40

- Radio Urbana

- Radio Palma

- Tigo Tv Cable y Satelital